# Tajvan az 1992. évi téli olimpiai játékokon
Tajvan a franciaországi Albertville-ben megrendezett 1992. évi téli olimpiai játékok egyik részt vevő nemzete volt. Az országot az olimpián 3 sportágban 8 sportoló képviselte, akik érmet nem szereztek.

## Alpesisí
Férfi
| Versenyző      | Versenyszám            | 1. futam      | 1. futam      | 2. futam      | 2. futam      | Összesítés    | Összesítés    |
| Versenyző      | Versenyszám            | Idő           | Hely.         | Idő           | Hely.         | Idő           | Helyezés      |
| -------------- | ---------------------- | ------------- | ------------- | ------------- | ------------- | ------------- | ------------- |
| Ong Ching-Ming | Óriás-műlesiklás       | 1:38,66       | 107.          | nem ért célba | nem ért célba | kiesett       | kiesett       |
| Chen Tong-Jong | Műlesiklás             | nem ért célba | nem ért célba | kiesett       | kiesett       | kiesett       | kiesett       |
| Chen Tong-Jong | Óriás-műlesiklás       | 1:31,48       | 100.          | 1:34,51       | 80.           | 3:05,99       | 81.           |
| Tang Wei-Tsu   | Szuperóriás-műlesiklás |               |               |               |               | nem ért célba | nem ért célba |

## Bob
| Versenyző                                               | Versenyszám | 1. futam | 1. futam | 2. futam | 2. futam | 3. futam | 3. futam | 4. futam | 4. futam | Összesítés | Összesítés |
| Versenyző                                               | Versenyszám | Idő      | Hely.    | Idő      | Hely.    | Idő      | Hely.    | Idő      | Hely.    | Idő        | Helyezés   |
| ------------------------------------------------------- | ----------- | -------- | -------- | -------- | -------- | -------- | -------- | -------- | -------- | ---------- | ---------- |
| Chen Chin-San Chang Min-Jung                            | Kettes      | 1:02,27  | 30.      | 1:02,83  | 32.      | 1:02,91  | 32.      | 1:02,96  | 33.      | 4:10,97    | 33.        |
| Chen Chin-San Chen Chin-Sen Hsu Kuo-Jung Chang Min-Jung | Négyes      | 1:00,31  | 27.      | 1:00,45  | 26.      | 1:00,52  | 25.      | 1:00,66  | 26.      | 4:01,94    | 26.        |

## Műkorcsolya
| Versenyző | Versenyszám  | Rövid program     | Rövid program | Rövid program | Kűr               | Kűr   | Kűr         | Összesítés         | Összesítés |
| Versenyző | Versenyszám  | Több. hely. száma | Hely.         | Hely. pont.   | Több. hely. száma | Hely. | Hely. pont. | Helyezési pontszám | Helyezés   |
| --------- | ------------ | ----------------- | ------------- | ------------- | ----------------- | ----- | ----------- | ------------------ | ---------- |
| David Liu | Férfi egyéni | 5×16+             | 15.           | 7,5           | 5×19+             | 19.   | 19,0        | 26,5               | 17.        |